# Horkelia congesta
Horkelia congesta är en rosväxtart. Horkelia congesta ingår i släktet Horkelia och familjen rosväxter.

## Underarter
Arten delas in i följande underarter:
- H. c. congesta
- H. c. nemorosa

## Bildgalleri

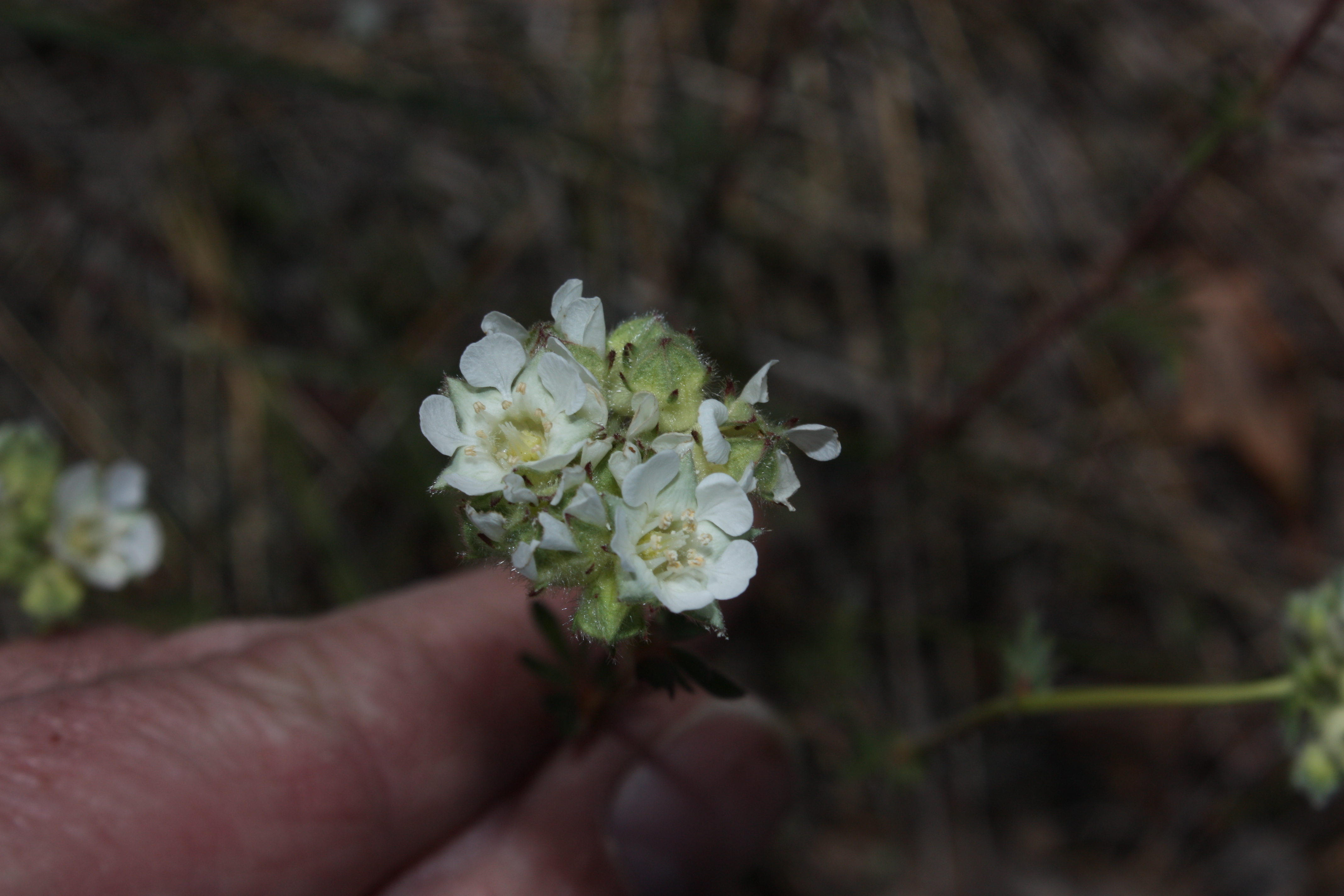
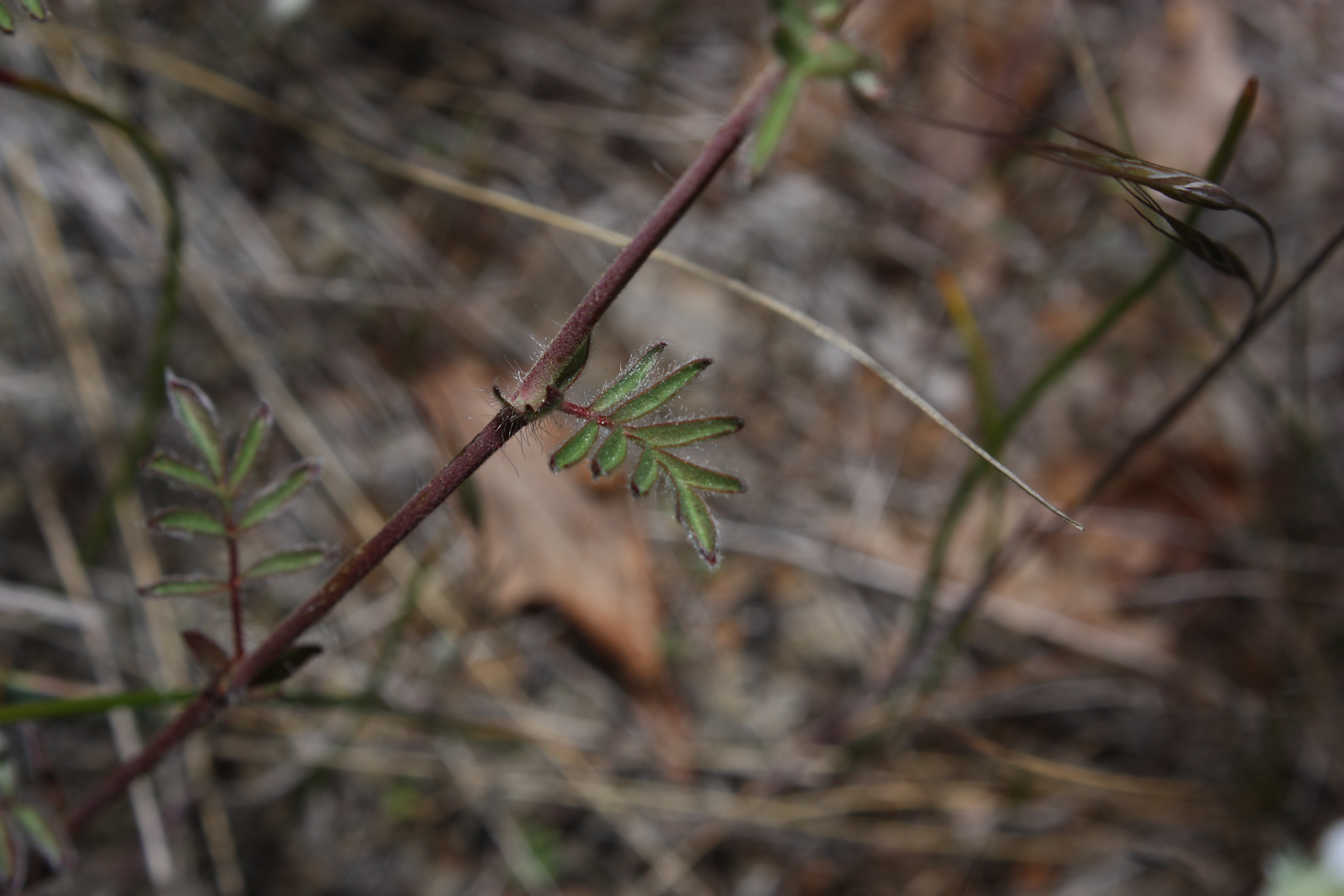
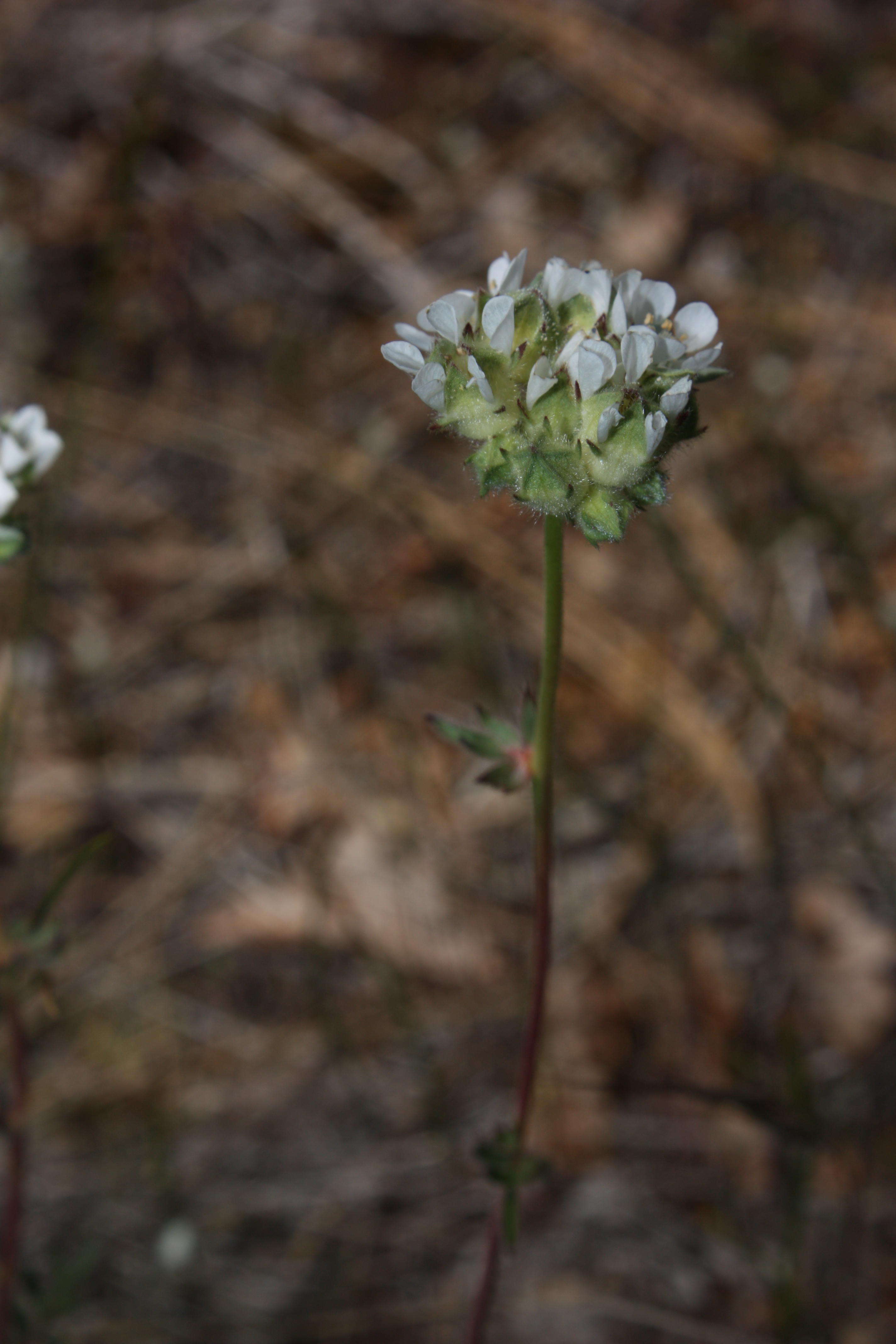
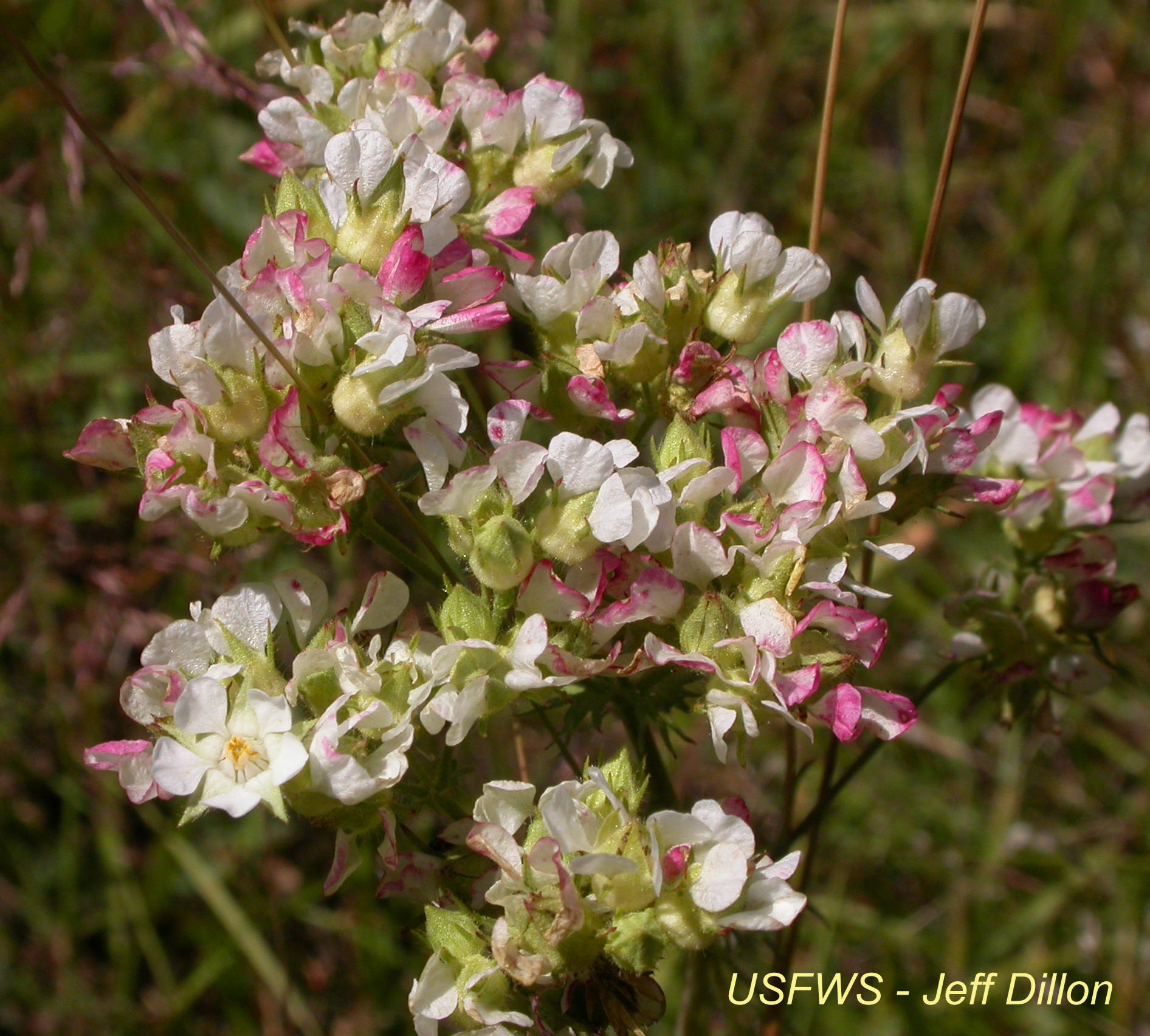